# سلاماني
سلاماني هي قرية تقع في جزيرة أنجوان في جزر القمر. بلغ عدد سكانها 1462 نسمة حسب إحصاء عام 1991.